# Vostok 3
A Vostok 3 (Восток-3) foi um voo espacial tripulado soviético que tinha a intenção de determinar as capacidades do corpo humano de funcionar em condições de microgravidade e testar o rendimento da espaçonave Vostok-3KA em um período estendido de tempo. O cosmonauta Andrian Nikolayev foi lançado ao espaço no dia 11 de agosto de 1962 e realizou 64 órbitas ao redor da Terra durante quase quatro dias no espaço, retornando no dia 15 e caindo perto de Qarağandı no Cazaquistão.
A Vostok 4 foi lançada no dia seguinte da Vostok 3 e as duas espaçonaves foram colocadas em trajetórias que as deixaram a 6,5 quilômetros de distância uma para a outra. Nikolayev e Pavel Popovich da Vostok 4 comunicaram-se por rádio, a primeira entre duas naves espaciais na história. As duas missões marcaram a primeira vez que mais de uma nave tripulada estiveram em órbita ao mesmo tempo, dando a oportunidade para os controladores de voo soviéticos aprendessem a lidar com esse cenário.

## Guerra Fria
A Guerra Fria foi um conflito político e ideológico, causado pela polarização entre os Estados Unidos da América (EUA) e a União Soviética (URSS) do mundo pós Segunda Guerra Mundial. A manutenção da influência norte-americana sobre o mundo era de suma importância após a ascensão da URSS, o marco inicial da Guerra Fria foi o discurso de Harry Truman, 1947. Os dois polos se mobilizaram para garantir suas zonas de influência e seus ideais. As duas potências buscavam hegemonia econômica, domínio militar e uma diplomacia que garantisse os seus respectivos interesses. A corrida espacial e armamentista, um dos resultados desse conflito consistia em uma constante competição tecnológica, cada lado buscando maiores inovações e demonstrações de seu poder superior. O domínio do espaço, um lugar desconhecido passou a ter seu domínio disputado e cobiçado, a nação que o dominasse esse novo limite da humanidade seria de certa forma vencedora. Uma competição pelo conhecimento e pelas novas descobertas relacionadas ao espaço iniciou e sondas espaciais, naves tripuladas e satélites artificiais. A corrida espacial teve seu fim quando a primeira missão vitoriosa para a Lua ocorreu, Apollo 11.

## Especificações sobre a Nave
A espaçonave da Vostok 3 consistia de uma cabine quase esférica coberta com material ablativo. três pequenas vigias e antenas eram localizadas ao externo da espaçonave. Dentro da cabine tripulada havia rádios, um sistema de suporte à vida, instrumentação e também um assento ejetável. Esta cabine foi ligada a um módulo de serviço que carregava baterias químicas, foguetes de orientação, o sistema retro principal e equipamentos de suporte que foram agregados para o sistema total. Na reentrada, este módulo foi separado da cabine tripulada. A duração do voo acabou sendo de aproximadamente 94 horas, conseguindo completar um total de 64 órbitas. Próxima à Vostok 4, a Vostok 3 voou em uma órbita por 70 horas e 28 minutos. Da mesma maneira em que acontece com os outros Vostoks, a fotografia de TV da cabine foi obtida. A espaçonave acabou pousando na região de Karaganda.

## Vostok 3 e 4
Vostok 3 decolou da largada de Gagarin no Cosmódromo de Baikonur em 11 de agosto de 1962 às 08h24 UTC no topo de um foguete Vostok 8K72K. Durante seu primeiro dia em órbita, Nikolayev se soltou de seu assento e se tornou o primeiro astronauta a flutuar livremente em condições de microgravidade no espaço.
O companheiro orbital de Nikolayev, Popovich, foi lançado no dia seguinte a bordo da Vostok 4. O primeiro ajustou a orientação de sua espaçonave para assistir ao lançamento, mas não conseguiu ver nada, apesar de relatar detalhes consideráveis no solo ao passar pela Turquia. Dados sobre os parâmetros orbitais das duas espaçonaves que foram divulgados periodicamente pela agência de notícias soviética TASS pareciam indicar uma mudança na trajetória orbital da Vostok 3 dentro de dez horas do lançamento da Vostok 4, levando à especulação de que a antiga espaçonave modificou sua órbita para aproximá-la daquela.
Não se acredita que a espaçonave Vostok tenha tido a capacidade de modificar sua órbita. Os planos eram para que a espaçonave se aproximasse de 5 km (3,1 mi), mas a distância mais próxima alcançada foi de 6,5 km (4,0 mi). No início da trigésima terceira órbita da Vostok 3, essa distância divergiu para 850 km (530 mi) e para 2 850 km (1 770 mi) no início da 64ª.
Nikolayev e Popovich fizeram contato um com o outro via rádio de ondas curtas logo depois que sua espaçonave se aproximou; eles manteriam comunicações regulares de navio para navio ao longo de sua missão, além de seu contato com o solo. Nikolayev relatou ter avistado a cápsula Vostok 4 depois que ela entrou em órbita perto dele.
A missão levou observadores ocidentais a especular que os soviéticos já deveriam ter espaçonaves capazes de manobras em órbita. Os comunicados de imprensa oficiais naturalmente não mencionaram que a espaçonave Vostok não tinha essa capacidade ou que os dois Vostok foram capazes de atingir uma aproximação tão próxima devido a seus lançamentos extremamente precisos.
Tanto Nikolayev quanto Popovich passavam um tempo fora de seus assentos todos os dias, realizando uma série de testes para determinar sua capacidade de manobrar e trabalhar em condições de ausência de peso. Cada teste foi dito para durar "cerca de uma hora". O estado físico e mental dos cosmonautas eram monitorados: sensores biométricos retransmitiam as estatísticas vitais dos cosmonautas para o solo; o comportamento e a coordenação dos cosmonautas foram observados por meio de uma câmera de vídeo montada na cabine; e a capacidade dos cosmonautas de realizar várias operações em coordenação com os controladores terrestres foi considerada. A fala dos cosmonautas foi monitorada tanto pelos controladores em terra quanto uns pelos outros. Os resultados dos testes foram considerados positivos, evidência da capacidade dos humanos de funcionar e trabalhar por períodos mais longos em microgravidade. Nikolayev também falou com o primeiro-ministro soviético Nikita Khrushchev pelo rádio, mas a interferência foi tão grande que ele não conseguiu ouvir a maior parte da conversa.
Foi dada atenção à capacidade dos cosmonautas de dormir, e seus sinais vitais foram monitorados durante os períodos de sono. Nikolayev relatou que dormia bem, mas sempre acordava depois de apenas seis horas de seu período de sono programado de oito horas, sentindo-se "refrescado".
Nikolayev disparou seu retrofoguete e retornou à Terra em 15 de agosto de 1962, pousando às 06h52 UTC a 42°2′N 75°45′E, perto de Karaganda. Como com Titov em Vostok 2 - mas diferentemente de Gagarin em Vostok 1 - Nikolayev admitiria aos repórteres que ele ejetou e saltou de pára-quedas para a Terra separadamente de sua espaçonave.

## Resultado da Missão[8]
A missão Vostok-3 teve duração de 94 horas e Vostok-4, com menos tempo de voo, durou 71 horas. Esse recorde de voo espacial tripulado dos soviéticos excedeu a missão de três órbitas americanas por 60 órbitas. Chertok e outros engenheiros soviéticos de importância tiveram três dias de folga para participarem de comemorações em Moscou, com a condição de que eles retornassem a Tyuratam até o dia 18 de agosto, em preparação para uma campanha de lançamento em Vênus, com a primeira sonda não tripulada pronta para decolar em 25 de agosto.  Especulações que a União Soviética havia adquirido técnicas de encontro surgem no ocidente em relação ao voo das naves e sua proximidade em órbita. Nunca houve correção pela imprensa dos soviéticos que as naves  Vostoks se apresentavam com órbitas tão próximas devido a alta precisão de seus veículos lançadores e não por correção de órbita. Ao longo da missão as espaçonaves ligeiramente se afastaram.

## Equipe
| Principal  | Principal         |
| Posição    | Cosmonauta        |
| ---------- | ----------------- |
| Cosmonauta | Andrian Nikolayev |
| Reserva    |                   |
| Posição    | Cosmonauta        |
| Cosmonauta | Boris Volynov     |
| Secundária |                   |
| Posição    | Cosmonauta        |
| Cosmonauta | Valery Bykovsky   |